# En kortfattad historik över nästan allting
En kortfattad historik över nästan allting är en populärvetenskaplig bok om naturvetenskap, jordens historia och människans uppkomst. Den skrevs av Bill Bryson och översattes till svenska 2005. 2012 såldes den fortfarande som pocket. Boken toppade bästsäljarlistor i både USA och England.